# Красносельское (Челябинская область)
Красносе́льское — село в Увельском районе Челябинской области. Административный центр Красносельского сельского поселения.

## География
Через село протекает река Увелька. На северо-востоке граничит с посёлком городского типа Красногорский. Расстояние до районного центра, посёлка Увельский 30 км.

## История
Село осн. в 1832 (по данным местных краеведов, в 1809) в границах Екатерининской вол. Троицкого уезда Оренбургской губ.; первонач. носило назв. Николаевка (по имени графа Н. Мордвинова, к-рый переселил сюда своих крепостных из Тамбовской губ.). В 1874 возведен храм в честь Вознесения Господня (ныне памятник культовой архитектуры), в 1875 в его звоннице установлен 500-пуд колокол, отлитый златоуст. мастерами. По данным статистики, в 1873 село состояло из 280 дворов, в 1889 — из 417 (имелись церковь, школа, водяная мельница; по понедельникам устраивался базар), в 1900 — из 500 (2 школы — министерская и церк.-приходская; ежегодно 28—31 янв. проводились ярмарки), в 1926 — из 748 (действовал с.-х. кооператив). В годы рев-ции 1917 и Гражд. войны местное население активно поддерживало сов. власть, поэтому в 1927 село получило новое назв.— Красное (совр. назв. присвоено в 1960). В 1920-х гг. являлось центром сельсовета в Варламовском районе. В 1929 организованы колхозы «Красный партизан» и «Уральский партизан», к-рые объединились после Вел. Отеч. войны. В состав нового х-ва «Путь к коммунизму» в 1952 вошел колхоз «Смычка» хутора № 8. Земельных угодий насчитывалось 11252 га, из них пашня занимала 7162, лес — 736 га. Жит. выращивали традиционные для южноурал. региона зерновые и техн. культуры, занимались жив-вом. В нач. 1970-х гг. колхоз «Путь к коммунизму» вошел на правах 1-го отделения в состав совхоза «Красносельский». В 1990-х гг. на терр. К. располагались агрофирма «Красносельская» (создана на базе совхоза) и ЗАО «Рассвет-Инвест», в наст. время — отделение колхоза «Рассвет». В селе имеются ср. школа, ДК «Данко» (открылся в 1982), фельдшерско-акушерский пункт. В ДК — зрительный, спорт. залы, библиотека. Созданы коллективы: детский танц. «Зернышко» (с 1985 образцово-показат. коллектив), хор рус. песни, вокальная группа «Юность», вокально-инструм. анс. «Джульетта». Действуют клубы по интересам: детский «Золотой ключик», жен. «Селяночка», для старшеклассников «Мерцающая свеча», воен.-спорт. «Витязь». Популярность среди жит. района приобрели фольк. анс. «Родник» и анс. рус. песни «Забава» (дипломант Бажовского фестиваля нар. творчества, 2-го обл. конкурса частушечников «Золотая заноза»). ДК «Данко» — инициатор и организатор районного фестиваля «Играй, гармонь, звени, частушка!», к-рый проводится с 1999. На базе ДК работает летний оздоровит. лагерь для детей.

## Население
| 2002 | 2010  |
| ---- | ----- |
| 1565 | ↗1587 |

Гендерный состав
По данным Всероссийской переписи 2010 года численность населения села составляла 1587 человек (746 мужчин и 841 женщина).

## Улицы
Уличная сеть села состоит из 24 улиц.

## Известные уроженцы
- Дружинин, Георгий Иванович (1895—1869) — советский военачальник, генерал-майор.